# Всемирный боксёрский союз
Всемирный боксёрский союз (англ. World Boxing Union, WBU) — немецкая боксёрская ассоциация, филиал которой расположен в Атланте, штат Джорджия, США. Была основана в январе 1995 года представителем IBF Джоном Робинсоном. Организация санкционирована промоутерами по всему миру.
Золотой период WBU приходится на период между 1996 и 2006 годами, когда бои, проводимые этой ассоциацией, часто показывались в прямом эфире на спутниковом и эфирном телевидении. Название WBU по популярности и рейтингам в это время можно было бы сравнить с WBO. WBU хорошо известна в Европе и Африке. В своё время за титул WBU сражались такие легенды бокса, как Рикки Хаттон, Джордж Форман, Томас Хернс, Джеймс Тони, Джонни Нельсон и Микки Уорд.
После смерти основателя и президента WBU Джона Робинсона в 2004 году, дела у компании пошли на спад. В 2005 году семья Робинсон согласилась продать бизнес. В настоящее время WBU возобновила деятельность как филиал под руководством пуэрто-риканской WBO, в настоящее время титулы WBU имеют интерконтинентальный (второстепенный) статус.

## Боксёрские организации

#### Основные
- Всемирный боксёрский совет (WBC)
- Всемирная боксёрская ассоциация (WBA)
- Международная боксёрская федерация (IBF)
- Всемирная боксёрская организация (WBO)

#### Второстепенные
- Международная боксёрская организация (IBO)
- Всемирная федерация профессионального бокса (WPBF)
- Всемирная боксёрская федерация (WBF)
- Международная боксёрская ассоциация (IBA)
- Всемирный боксёрский союз (WBU)

#### Спорные
- The Ring
- Линейный чемпион